# Ulla Wiesner
Ulla Wiesner (Munique, 1940) conhecida cantora, casada em 1999, agora Ulla Arnz casou-se com Alexander Arnz (1932-2004) um conhecido diretor de televisão alemão, com quem teve dois filhos. Sua atividade como cantora vai desde 1963 até 2002, iniciou sua carreira solo em 1964 com Charade, Joe oder Jonny, Abends kommen die Sterne e Der rote Mohn, em 1965, ela representou a Alemanha no Festival da Canção, com a canção "Paraíso, onde você está?" (Eurovision Song Contest, 1965), sua carreira foi afetada recebendo nota minima no evento, mas, foi quando ganhou lugar como corista no grupo Botho-Lucas-Chor, popular nos anos 60 e 70, que sua carreira ganhou notoriedade, ainda nos anos 70, juntamente com a Orquestra Addy Flor, Ulla Wiesner lançou um álbum chamado Twilight Mood, foi uma cantora muito ativa nos anos 70, com muitas participações em estúdio. Alguns dos seus singles são: Abends kommen die Sterne (À noite, as estrelas aparecem), Wenn dieser Tag zu Ende geht (Quando este dia chega ao fim).